# Tom Pouilly
Tom Pouilly (Liévin, 18 giugno 2003) è un calciatore francese, centrocampista del Pau.

## Carriera
È cresciuto nel settore giovanile del Lens, con cui dopo aver giocato tra la quarta e la quinta divisione francese con la squadra riserve ha firmato il suo primo contratto professionistico il 6 luglio 2024. Ha debuttato in prima squadra il 19 ottobre 2024 nell'incontro di Ligue 1 vinto 2-0 contro il Saint-Étienne.
Il 4 agosto 2025 si trasferisce a parametro zero al Pau, nella seconda divisione francese.

## Statistiche

### Presenze e reti nei club
Statistiche aggiornate al 4 agosto 2025.
| Stagione        | Squadra         | Campionato      | Campionato | Campionato | Coppe nazionali | Coppe nazionali | Coppe nazionali | Coppe continentali | Coppe continentali | Coppe continentali | Altre coppe | Altre coppe | Altre coppe | Totale | Totale | Totale |
| Stagione        | Squadra         | Comp            | Pres       | Reti       | Comp            | Pres            | Reti            | Comp               | Pres               | Reti               | Comp        | Pres        | Reti        | Pres   | Reti   |        |
| --------------- | --------------- | --------------- | ---------- | ---------- | --------------- | --------------- | --------------- | ------------------ | ------------------ | ------------------ | ----------- | ----------- | ----------- | ------ | ------ | ------ |
| 2021-2022       | Lens 2          | N2              | 25         | 2          | -               | -               | -               | -                  | -                  | -                  | -           | -           | -           | 25     | 2      |        |
| 2022-2023       | Lens 2          | N3              | 21         | 3          | -               | -               | -               | -                  | -                  | -                  | -           | -           | -           | 21     | 3      |        |
| 2023-2024       | Lens 2          | N3              | 23         | 1          | -               | -               | -               | -                  | -                  | -                  | -           | -           | -           | 23     | 1      |        |
| 2024-2025       | Lens 2          | N3              | 10         | 8          | -               | -               | -               | -                  | -                  | -                  | -           | -           | -           | 10     | 8      |        |
| Totale Lens 2   | Totale Lens 2   | Totale Lens 2   | 79         | 14         |                 | 0               | 0               |                    | 0                  | 0                  |             | -           | -           | 79     | 14     |        |
| 2024-2025       | Lens            | L1              | 10         | 0          | CF              | 0               | 0               | UECL               | 0                  | 0                  | -           | -           | -           | 10     | 0      |        |
| 2025-2026       | Pau             | L2              | -          | -          | CF              | -               | -               | -                  | -                  | -                  | -           | -           | -           | -      | -      |        |
| Totale carriera | Totale carriera | Totale carriera | 89         | 14         |                 | 0               | 0               |                    | 0                  | 0                  |             | -           | -           | 89     | 14     |        |